# 슈클라르스카포렝바
슈클라르스카포렝바(폴란드어: Szklarska Poręba, 독일어: Schreiberhau 슈라이베르하우 [*])는 폴란드 남서부 돌니실롱스크주 카르코노셰군에 위치한 도시이다. 도시의 인구는 약 6,500명이다. 그곳은 인기 있는 스키 리조트이다.

## 자매 도시
슈클라르스카 포렝바의 자매 도시다.
- 독일 바트 하르츠부르크
- 독일 보르프스베데
- 체코 하라호프
- 체코 코르제노프
- 폴란드 카지미에시 돌니